# Limosina bisangula
Limosina bisangula är en tvåvingeart som först beskrevs av Camillo Rondani 1880.  Limosina bisangula ingår i släktet Limosina och familjen hoppflugor.
Artens utbredningsområde är Italien. Inga underarter finns listade i Catalogue of Life.